# تپه آرامگاه سید نصرالدین
آرامگاه آقا سید نصرالدین خاموشی جیحون آبادی مربوط به سده‌های میانه و متأخر دوران‌های تاریخی پس از اسلام است و در شهرستان صحنه، بخش دینور، روستای جیحون آباد واقع شده و این اثر در تاریخ ۱۸ خرداد ۱۳۸۴ با شمارهٔ ثبت ۱۱۸۳۲ به‌عنوان یکی از آثار ملی ایران به ثبت رسیده است.
سید نصرالدین خاموشی جیحون آبادی ملقب به آقا سید نصرالدین یا آسِی نصرالدین، نواده ی یکی از حضرات هفتوان، یعنی حضرت سید ابوالوفا بن سلطان اسحاق بوده اند. ایشان مسلط به مقام های تنبور یارسانی مکتب تنبور صحنه و ید طولایی در کلام خوانیِ یاری داشته اند، بطوریکه از مکتب این موسیقیدان، مقام دان، عارف ربانی و سالک طریق سلطانی، استادان فراوانی تربیت شده‌اند از جمله: باباغلام همت آبادی، حسین روحتافی، سید ایاز قزوینه ای، سید قدمیار حسینی، درویش امیر حیاتی، عبدالمحمد شربتی و سید عظیم ارژنگ. مقام های تنبور را نزد پدر خود سیدنورالدین گرد آورده بود. گروهی نیز معتقدند، به سبب معان معنوی و مکشوف الکرامات که پیشه ی ایشان بود، مقام های معرفی شده توسط ایشان، اصل مقام هایی بوده است که در دوره‌های حضرت شاه خوشین و سلطان سهاک نواخته شده و گویی که صحیح آن مقام ها به ایشان الهام شده بود. هفت مقام، از مقامات تنبور را به ایشان نسبت می‌دهند که مقام‌ها بدین شرح می باشند: مقام سلطان سرجم، مقام تاله سواران، مقام یا ذات سید خاموش، مقام تونی جاف شیرین زوان، مقام حق دوسَه مِی تِه، مقام چپ دس و سنجانه یا جمع صحبت سنجانه و مقام سرمله ی شیخان. لازم به ذکر است که در شهر صحنه بزرگان تنبورنوازی که وجه معنوی نیز داشته‌اند، به ساخت مقام مبادرت می ورزیدند که البته بین پیران و بزرگان ایجاد مقام یا روایت کردن مقام رایج بوده اما آقاسیدنصرالدین از معدود باطن دارانی هستند که هفت مقام به نام ایشان ثبت گردیده و به صورت سینه به سینه به ما انتقال داده شده.
باری سرانجام فخر العاشقین، حضرت آقا سید نصرالدین خاموشی جیحون آبادی، پیر و مرشد یارسان و خاندان عظیم الشأن حضرت سید ابوالوفا(خاموشی) در سال هزار و سیصد و بیست و هشت خورشیدی پس از منور ساختن درونِ دلِ آگاهانِ باطن، کالبد ارضی را به امر دادار عالم، خدا سلطان سهاک، رها کردند و پیکر مطهر و بلورینشان در بالای تپه ای در روستای جیحون آباد به خاک سپرده شد تا قبله ی عاشقانِ آگاه و امکنه ی همت ربانی گردد.